# 과달라하라 카르텔
과달라하라 카르텔(스페인어: Cártel de Guadalajara)은 멕시코의 마약 카르텔이었다. 1980년 미겔 앙헬 펠릭스 가야르도, 라파엘 카로 킨테로, 에르네스토 폰세카 카리요가 설립했다. 코카인과 마리화나를 미국으로 밀매했었다. 콜롬비아 코카인 마피아와 협력한 최초의 멕시코 마약 밀매 단체 중 과달라하라 카르텔은 코카인 거래로 번영을 누렸다. 1980년대 내내 카르텔은 멕시코와 멕시코-미국 국경에서 마약 밀매의 대부분을 통제했다.